# Provincia di San Martín
La provincia di San Martín è una provincia del Perù, situata nella regione omonima.

## Geografia antropica

### Suddivisioni amministrative
È divisa in 14 distretti:
- Alberto Leveau (Utcurarca)
- Cacatachi (Cacatachi)
- Chazuta (Chazuta)
- Chipurana (Navarro)
- El Porvenir (Pelejo)
- Huimbayoc (Huimbayoc)
- Juan Guerra (Juan Guerra)
- La Banda de Shilcayo (La Banda)
- Morales (Morales)
- Papaplaya (Papaplaya)
- San Antonio (San Antonio)
- Sauce (Sauce)
- Shapaja (Shapaja)
- Tarapoto (Tarapoto)